# The Angriest Dog in the World
The Angriest Dog in the World è una striscia a fumetti disegnata dal regista David Lynch che prende il nome dal solo personaggio presente, un cane scuro sdraiato su un prato, paralizzato dalla rabbia e capace solo di ringhiare. Venne pubblicata dal 1983 al 1992 su diversi giornali alternativi americani come L.A. Reader, Creative Loafing, New York Press e Westworld. Dal 2001 al 2003, Lynch ne ha ripreso la pubblicazione esclusivamente on-line sul suo sito ufficiale. The Angriest Dog in the World ha sempre suscitato opinioni differenti nei lettori, molti la considerano pretenziosa mentre altri adorano la sua assurdità.

## Storia editoriale
David Lynch ebbe l'idea per la realizzazione della serie di strisce nel 1973 quando, dopo un periodo di analisi presso uno psichiatra per cercare di sanare sentimenti di rabbia che provava e che interruppe in quanto ritenne che la terapia potesse influenzare la sua creatività, si dedicò alla meditazione. Il ricordo di quel periodo, portò alla nascita della striscia a fumetti e come ricordò lo stesso autore: «il ricordo della rabbia è ciò che fa 'The Angriest Dog'. Non è più la rabbia attuale, è un atteggiamento amaro nei confronti della vita.»
La serie venne pubblicata settimanalmente dal 1983 sulla rivista L.A. Reader e si concluse nel 1992.
La striscia era introdotta da una breve prologo, spesso però omesso dai giornali che la ospitavano:
Le vignette di tutte le strisce sono sempre uguali. Le prime tre vignette sono identiche: mostrano il cane nero che ringhia, legato alla sua catena. È steso tra un albero sulla sinistra e un muro con finestra di una casa sulla destra. La quarta vignetta riporta lo stesso soggetto, ma visto di notte, con un cono di luce che proviene dalla finestra della casa.
Una nuvoletta di testo appare in una o più delle vignette, proviene dalla finestra sulla destra e mostra le parole dei membri della famiglia che vive nella casa.  Solitamente le parole sono in forma di aforisma o di dialoghi surreali. Alcune delle frasi:
- "Se tutto è reale...allora niente è davvero reale."
- "L'origine psicologica dell'idea di spazio, o della necessità di esso, è lontana dall'essere ovvia come sembra."
- "Non mi viene niente di meglio."
- "Sfortunatamente, la vita contiene elementi inevitabili di imprevedibilità."
- "L'Hearst si è capovolto ed è precipitato nel cimitero conficcandosi nel terreno..." - "cadaveri dappertutto..." - "non è morto nessuno."